# John Sherman (politico)
John Sherman (Lancaster, 10 maggio 1823 – Washington, 22 ottobre 1900) è stato un politico statunitense.

## Biografia
Fu il trentacinquesimo segretario di Stato degli Stati Uniti d'America sotto il presidente degli Stati Uniti d'America William McKinley (25º presidente). Nato a Lancaster, nell'Ohio, i suoi genitori furono Mary Hoyt Sherman e Charles Robert Sherman. La sua fama è dovuta alla redazione dello Sherman Antitrust Act del 1890, prima legge statunitense a tutela della concorrenza sul mercato.